# Нижанковский, Остап Иосифович
Остап Иосифович Нижанковский (укр. Остап Йосипович Нижанківський; 24 января 1863, с. Малые Дедушичи, Галиция, Австрийская империя (ныне Стрыйского района Львовской области Украины) — 22 мая 1919, г. Стрый) — украинский композитор, хоровой дирижёр, представитель галицкой музыкальной культуры второй половины ХІХ — начала XX века, общественный деятель, автор популярных хоровых произведений. Священник Украинской грекокатолической церкви.

## Биография
Родился в семье священника. Обучался в Дрогобычской гимназии. Учась в гимназии, совершенствовал своё мастерство игры на флейте и скрипке, впоследствии стал дирижёром гимназического хора, собирал и записывал народные песни. После шестого класса гимназии Остап добровольно вступил на военную службу, в течение трех лет служил во Львове.
Затем продолжил учёбу во Львовской академической гимназии. В 1887 окончил Львовскую духовную семинарию. В 1896 сдал экзамен в Пражской консерватории на школьного учителя пения.
Активный пропагандист украинского хорового искусства. В 1885 году основал музыкальное издательство «Бібліотека музикальна», которое стало публиковать произведения украинских композиторов, в частности впервые в Галиции — хоры Н. Лысенко, А. Вахнянина, М. Вербицкого,
Организатор выездных студенческих концертов «Артистичні мандрівки» (1889, 1892), в которых выступал в качестве дирижёра.
В 1892 году создал в Бережанах филиал львовского музыкального общества «Боян», в 1895—1896 годах — главный дирижёр «Бояна» во Львове и Стрые (1900—1914).
В 1894—1895 году работал учителем пения в гимназии Львова, редактор многих музыкальных изданий. В 1914 году — настоятель храма в селе Завадов недалеко от Стрыя.
Активный участник борьбы за независимость Западной Украины. В 1918—1919 годах Остап Нижанковский входил в состав Украинского национального совета (Рады) Западно-Украинской Народной Республики, возглавлял повятовый комиссариат на Стрыйщине.
После установления Польшей контроля над Стрыйщиной в мае 1919 года Остап Нижанковский был арестован и расстрелян без суда в Стрые. Причина расстрела — фальшивый донос от односельчан, они сказали, что Остап хранил оружие (по другим данным — готовил восстание).
Сын — Нестор Нижанковский (1893—1940), композитор, пианист и музыкальный критик.

## Творчество
Автор хоров:
- - Гуляли,
  - З окрушків (оба на слова Ю. Федьковича,
  - В’язанка слов’янських гімнів,
  - Наша дума, наша пісня (на слова Т. Шевченко),
- соло
  - Пісня вечірня,
  - О не забудь,
  - В гаю зеленім
  - Вітер в гаю нагинає,
  - Минули літа молодії (на тексты Т. Шевченко),
  - О, не дивуйсь,
  - І молилася я (на стихи О. Кониского),
- вокальных ансамблей (дуэт Люблю дивитись),
- фортепианных пьес
  - цикл Вітрогони,
- обработок народных песен:
  - сборник Українсько-руські народні пісні, 1907).

## Память
- Именем композитора названы улицы в ряде городов Украины: Львове, Дрогобыче, Стрые и др.